# Lincoln, Alabama
Lincoln är en stad (city) i Talladega County, i delstaten Alabama, USA. Enligt United States Census Bureau har staden en folkmängd på 6 217 invånare (2011) och en landarea på 65 km².